# Tubarão Predadores
O Tubarão Predadores é uma equipe de futebol americano, sediada em Tubarão, Santa Catarina. Foi fundada em 2007 e faz parte da Liga Catarinense de Futebol Americano desde 2008.